# The Strawberry Statement
The Strawberry Statement é um filme de drama romântico produzido nos Estados Unidos, dirigido por Stuart Hagmann e lançado em 1970.